# Municipio de Yécora
El municipio de Yécora es uno de los 72 municipios en que se encuentra dividido el estado mexicano de Sonora. Se encuentra ubicado al este de la entidad y su cabecera es la población del mismo nombre.

## Geografía
El municipio tiene una extensión territoriaal de 2 671.524 kilómetros cuadrados que representan un 1.48% de la extensión total del estado de Sonora. Se encuentra localizado en la zona este del estado, en la vertiente occidental de la Sierra Madre Occidental y en la frontera con el estado de Chihuahua. Sus coordenadas geográficas extremas son 28° 10' - 28° 39' de latitud norte y 108° 28' - 110° 08' de longitud oeste y su altitud se encuentra entre un máximo de 2 300 y un mínimo de 300 metros sobre el nivel del mar.
El territorio del municipio limita al norte con el municipio de Sahuaripa, al noroeste con el municipio de Bacanora y el municipio de Soyopa, al oeste con el municipio de Ónavas y al suroeste con el municipio de Rosario. Al sur y al este limita con el estado de Chihuahua, al sur con el municipio de Moris y al oeste con el municipio de Temósachic.

## Demografía
De acuerdo a los resultados del Censo de Población y Vivienda realizado en 2010 por el Instituto Nacional de Estadística y Geografía, la población total del municipio de Yécora asciende a 6 046 personas.

### Localidades
En el municipio se encuentran un total de 474 localidades, las principales y su población en 2010 son las siguientes:
| Localidad                       | Población |
| Total Municipio                 | 6 046     |
| Yécora                          | 2 920     |
| Maycoba                         | 649       |
| Tepoca                          | 574       |
| Santa Rosa (Santa Rosa de Lima) | 297       |
| Santa Ana                       | 219       |
| La Concepción                   | 99        |

## Política
El gobierno del municipio de Yécora se encuentra a cargo de su ayuntamiento. Éste se encuentra integrado por el presidente Municipal, un síndico y el cabildo conformado por un total de cinco regidores, siendo electos tres por el principio de mayoría relativa y dos por el principio de representación proporcional. Todos los integrantes del ayuntamiento son electos mediante voto universal, directo y secreto por un periodo de tres años renovable para otro término inmediato. 

### Representación legislativa
Para la elección de diputados locales al Congreso de Sonora y de diputados federales a la Cámara de Diputados federal, el municipio de Yécora se encuentra integrado en los siguientes distritos electorales:
Local:
- Distrito electoral local 21 de Sonora con cabecera en Huatabampo.[5]

Federal:
- Distrito electoral federal 4 de Sonora con cabecera en Guaymas.[6]